# Valle Salimbene
Valle Salimbene ist eine norditalienische Gemeinde (comune) mit 1465 Einwohnern (Stand 31. Dezember 2023) in der Provinz Pavia in der Lombardei. Die Gemeinde liegt etwa sechs Kilometer ostsüdöstlich von Pavia am Zusammenfluss des Ticino mit dem Po am Parco naturale lombardo della Valle del Ticino.

## Verkehr
Durch die Gemeinde führen die frühere Strada Statale 617 Bronese von Pavia nach Broni sowie die frühere Strada Statale 234 Codognese (heute beides Provinzstraßen) von Pavia nach Cremona.